# Глухий ясенний одноударний
Глухий ясенний одноударний — звук, що рідко трапляється у людських мовах як фонема. Символ цього звуку в Міжнародному фонетичному алфавіті — ⟨ɾ̥⟩, поєднання символу дзвінкого ясенного одноударного та діакритику глухості. Символ X-SAMPA — 4_0.
Глухий ясенний одноударний фрикативний, помічений у кількох мовах, насправді є дуже коротким глухим ясенним несибілянтним фрикативним.

## Властивості
- Спосіб артикуляції — одноударний, що означає, що він утворюється при одноразовому скороченні м'язів, так що язик контактує з ними дуже коротко.
- Місце творення — зубне або ясенне, тобто звук артикулюється проти ясенного бугорка або зубів. Зазвичай артикулюється кінчиком язика.
- Тип фонації — глуха, тобто цей звук вимовляється без вібрації голосових зв'язок.
- Це ротовий приголосний, тобто повітря виходить крізь рот.

- Це центральний приголосний, тобто повітря проходить над центральною частиною язика, а не по боках.

- Механізм передачі повітря — егресивний легеневий, тобто під час артикуляції повітря виштовхується крізь голосовий тракт з легенів, а не з гортані, чи з рота.

## Поширення

### Ясенний
| Мова          | Мова        | Слово | МФА      | Значення  | Примітки                                                                                               |
| ------------- | ----------- | ----- | -------- | --------- | --- |
| Бенгальська   | Бенгальська | আবার   | [ˈäbäɾ̥]  | 'знову'   | Можливий алофон /ɹ/ у коді складу.                                                                     |
| Англійська    | Англійська  | throw | [θɾ̪̊oʊ]   | 'throw'   | Алофон фонеми /ɹ/ після /θ/.                                                                           |
| Грецька       | Кіпрська    | αρφός | [ɐɾ̥ˈfo̞s] | 'brother' | Алофон /ɾ/ після глухих приголосних. Також може бути глухий ясенний дрижачий                           |
| Ісландська    | Ісландська  | hrafn | [ˈɾ̥apn̪̊]  | 'raven'   | Вимова /r̥/ деякими носіями. Також у прикладі є /n̥/.                                                    |
| Португальська | Європейська | assar | [əˈsäɾ̥]  | 'to bake' | Ймовірний алофон /ɾ/; виникнення незрозуміле, але часто трапляється у коді в дослідженні Jesus (2001). |
| Турецька      | Турецька    | bir   | [biɾ̝̊]    | 'one'     | /ɾ/ часто стає глухим наприкінці слова перед глухим приголосним.                                       |